# Gabriel de Lestrade
Pour les articles homonymes, voir Lestrade.
Gabriel de Lestrade est un architecte français mort en 1770. Collaborateur d'Ange-Jacques Gabriel, il travailla essentiellement pour une riche clientèle privée, notamment les Montmorency et les Bouchet de Sourches. Pour Louis II du Bouchet de Sourches (1711-1788), Grand prévôt de France, il donna sa principale réalisation, le projet du château de Sourches à Saint-Symphorien aux environs du Mans.

## Biographie
Gabriel de Lestrade fit ses débuts dans les bureaux de Jacques V Gabriel. Lors du premier concours pour la place Louis XV (actuelle place de la Concorde) en 1748, il proposa de l'établir au carrefour de Buci. Son projet retint l'attention du roi.
Il devint le collaborateur d'Ange-Jacques Gabriel, qu'il seconda dans les travaux de l'Opéra royal du château de Versailles (1763-1770). Il épousa la sœur de son collègue Nicolas Marie Potain, également collaborateur de Gabriel.
Gabriel le présenta au duc Charles II Frédéric de Montmorency-Luxembourg qui envisageait de rebâtir le château de Courtalain à Courtalain (Eure-et-Loir). Lestrade présenta trois projets de reconstruction complète, partie par partie, de sorte que le château reste habitable pendant les travaux. Mais, en définitive, le duc hésita à faire disparaître les vestiges féodaux qui attestaient de l'ancienneté de sa maison. L'architecte a néanmoins été chargé de la construction de la majeure partie des communs du château de Courtalain.
La présence prolongée de Lestrade dans le Dunois et le Vendômois lui permit d'y développer sa clientèle. Il fit des travaux de décoration au château de Rocheux à Fréteval (Loir-et-Cher) dont il bâtit les communs. Pour le chevalier Reviers de Mauny, il créa le parc du château d'Ancise à Douy (Eure-et-Loir). Pour Louis-Anne Desmée de La Chesnaye, il travailla au château de Rougemont. 
Pour Louis-Hilaire du Bouchet de Sourches, il mit au goût du jour le château du Jonchet près du village de Romilly-sur-Aigre, dont il construisit l'escalier d'honneur. 
Pour Louis II du Bouchet de Sourches (1711-1788), Grand prévôt de France, il donna le projet du château de Sourches à Saint-Symphorien aux environs du Mans. La construction en fut réalisée sous l'inspection d'un architecte du Mans, Jean-François Pradel, seul mentionné dans le devis de 1761 si bien qu'il a parfois été désigné comme le concepteur. 
L'édifice, très imposant, est élevé sur une ancienne terrasse dominant le parc. La façade sur le jardin est sobre et harmonieuse, le corps central coiffé d'un dôme carré, les deux ailes couvertes de bâtières, selon une composition qu'on retrouve au château du Marais, construit dix ans plus tard par Jean-Benoît-Vincent Barré. Au premier étage, l'encadrement des fenêtres admet des bossages et des pointes-de-diamant. Du côté de l'arrivée, une galerie transversale alourdit la composition ; si elle peut évoquer celle du château de Menars, qui lui serait contemporaine, il se peut aussi qu'elle ne soit qu'une addition postérieure. « On a noté des analogies entre la voûte plate de la chapelle de Sourches et les voûtes de l'abbaye de la Couture, au Mans, qui furent appareillées par Pradel à la même époque. »
Pour M. Fagnan, commis du Trésor royal, Lestrade transforma le domaine de Clermont en Beauvaisis. 
Il travailla également à l'ancien hôtel Le Vayer, n° 44 rue du Bac à Paris, ainsi qu'à d'autres hôtels du faubourg Saint-Germain.
L'archevêque de Rouen, Mgr de La Rochefoucauld, abbé de Cluny, lui confia la restauration des abbayes clunisiennes de Normandie.
Lestrade fut admis en 1767 dans la seconde classe de l'Académie royale d'architecture. Quand il mourut en 1770, sa clientèle fut recueillie par son beau-frère Potain et son neveu Pierre Rousseau.